# Ana María Sánchez (actriz)
Ana María Sánchez (Itagüí, Antioquia, Colombia, 17  de junio  de 1967) es una actriz colombiana de teatro, cine y televisión.

## Carrera
Estudió en la Escuela Nacional de Arte Dramático, en Bogotá en 1991. Perteneció al Colectivo Teatral Matacandelas de Medellín durante cuatro años. Perteneció a la Corporación Estudio Teatro por espacio de 9 años con Pawel Nowiki. Realizó múltiples espectáculos, varios de ellos en festivales internacionales. 
Con el Teatro Nacional ha participado en cuatro propuestas: Un tranvía llamado Deseo, El inspector, Blanca nieves y los 7 enanos y La Bella Otero. En televisión perteneció al elenco de producciones del canal Caracol como Las profesionales, a su servicio, y actualmente trabaja en RCN  en la producción Correo de inocentes y dirigiendo algunas puestas en escena.  También ha trabajado en Teleset. En cine ha participado en películas como La primera noche, dirigida por Luis Alberto Restrepo y Paraíso Travel, dirigida por Simón Brand. 
Actualmente es directora del grupo de teatro Metro cuadrado, y maestra de actuación en la pontificia universidad Javeriana de Bogotá. En su último trabajo se destaca en la Dirección del montaje En clave de clown, producción de la Corporación casa ensamble Teatro Arlequín. Participa en la obra A 2.50 la Cuba libre y dictando clases en la Corporación casa ensamble.

## Filmografía

### Televisión
| Año       | Título                               | Personaje                     | Canal              |
| --------- | ------------------------------------ | ----------------------------- | ------------------ |
| 2024-2025 | Darío Gómez: el rey del despecho     | Libia                         | Canal RCN          |
| 2023      | Algo en tu mirada                    | Teresa Berenice               | Instagram          |
| 2022-2023 | Pálpito                              | Julia Moncada                 | Netflix            |
| 2022      | Hasta que la plata nos separe        | Lucía                         | Canal RCN          |
| 2022      | Las Villamizar                       | María Luisa                   | Caracol Televisión |
| 2020      | La reina de Indias y el conquistador | Tulia                         | Netflix            |
| 2020-2025 | La venganza de Analía                | Fabiola Contreras             | Caracol Televisión |
| 2017-2020 | La Nocturna                          | Doña Gloria                   | Caracol Televisión |
| 2017      | La luz de mis ojos                   | Teresita Daza                 | Canal RCN          |
| 2016-2017 | La ley del corazón                   | Dioselina                     | Canal RCN          |
| 2016-2017 | Hilo de sangre azul                  |                               | Canal RCN          |
| 2015      | Las hermanitas Calle                 |                               | Caracol Televisión |
| 2015      | Laura, la santa colombiana           | Eudopsia Upegui               | Caracol Televisión |
| 2014      | El estilista                         | Terra                         | Canal RCN          |
| 2013-2014 | Comando Elite                        | Sansón                        | Canal RCN          |
| 2012      | La ruta blanca                       |                               | Cadenatres         |
| 2012      | El capo 2                            |                               | Canal RCN          |
| 2011-2012 | Los canarios                         |                               | Caracol Televisión |
| 2011-2012 | Correo de inocentes                  |                               | Canal RCN          |
| 2011      | Confidencial                         |                               | Caracol Televisión |
| 2010-2013 | A mano limpia                        | Esperanza Pérez               | Canal RCN          |
| 2010      | Operación Jaque                      |                               | Caracol Televisión |
| 2008      | Aquí no hay quien viva               | Funcionaria ICBF (1 episodio) | Canal RCN          |
| 2008      | Mujeres asesinas                     | Noemí                         | Canal RCN          |
| 2007-2011 | Amas de casa desesperadas            | Betty Blanco                  | Canal RCN          |
| 2006      | Las profesionales, a su servicio     | Hilda                         | Caracol Televisión |
| 2005      | la ex                                |                               | Caracol Televisión |
| 2003      | El auténtico Rodrigo Leal            | Martha Pulgarín               | Caracol Televisión |
| 2000      | Traga maluca                         | María de Sandoval             | Caracol Televisión |
| 2000      | Amor Discos                          |                               | Canal Uno          |
| 1996      | Prisioneros del amor                 |                               | Caracol Televisión |
| 1995      | Flor de oro                          | Eulalia                       | Caracol Televisión |
| 1993      | Detrás de un ángel                   | Sharon                        | Canal A            |
| 1992      | Fronteras del regreso                | Caromoto                      | Canal A            |

## Cine
| Año  | Título                         | Personaje       | Director              |
| ---- | ------------------------------ | --------------- | --------------------- |
| 2024 | Matrioshka                     | Julia           |                       |
| 2023 | Esmeralda (Corto)              | Carmen          |                       |
| 2021 | Esperanza (Corto)              | Patricia        |                       |
| 2021 | Lokillo en: Mi otra yo         | Lourdes         |                       |
| 2019 | Los fierros                    | Victoria        |                       |
| 2017 | Reflejos                       | Madre de Javier |                       |
| 2013 | Alguien ha visto el control    | -               | Dago García           |
| 2013 | Lo azul del cielo              | -               | Juan Uribe            |
| 2011 | Mi gente linda, mi gente bella | -               | Dago García           |
| 2009 | Infraganti                     |                 | Dago García           |
| 2008 | Paraíso Travel                 | Patricia        | Dago García           |
| 2007 | Muertos del miedo              | -               | Dago García           |
| 2003 | El carro                       | -               |                       |
| 2003 | La primera noche               | -               | Luis Alberto Restrepo |

## Teatro
- Las malcriadas
- La hojarasca
- Don Juan
- Los Demonios
- Frankenstein
- In fraganti
- Edipo rey
- Quarteto
- Un tranvía llamado Deseo
- Trasatlántico
- El inspector
- Blanca Nieves y los siete enanitos
- Los infortunios de la bella Otero
- El conde Drácula

## Premios y nominaciones

### Premios India Catalina
| Año  | Categoría               | Telenovela o serie | Resultado |
| ---- | ----------------------- | ------------------ | --------- |
| 2015 | Mejor actriz de reparto | El estilista       | Nominada  |

### Premios Macondo
| Año  | Categoría               | Película                    | Resultado |
| ---- | ----------------------- | --------------------------- | --------- |
| 2013 | Mejor actriz de reparto | Alguien ha visto el control | Nominada  |